# Loi du cosinus surélevé
En théorie des probabilités et en statistique, la loi du cosinus surélevé est une loi de probabilité continue définie à partir de la fonction cosinus. Elle dépend de deux paramètres : un réel μ qui est la moyenne et un paramètre positif s décrivant la variance.
Lorsque μ = 0 et s =1, la loi est appelée loi du cosinus surélevé standard.

## Densité de probabilité
La densité de probabilité de la loi du cosinus surélevé a pour support l'intervalle [μ – s , μ + s] et est donnée par :
{\displaystyle f(x;\mu ,s)={\begin{cases}{\frac {1}{2s}}\left[1+\cos \left({\frac {x\!-\!\mu }{s}}\,\pi \right)\right]\,&{\hbox{ pour }}\mu -s\leq x\leq \mu +s\\0&{\textrm {sinon.}}\end{cases}}}

## Fonction de répartition
La fonction de répartition de la loi du cosinus surélevé est
{\displaystyle F(x;\mu ,s)={\begin{cases}0&{\hbox{ pour }}x<\mu -s,\\{\frac {1}{2}}\left[1+{\frac {x-\mu }{s}}+{\frac {1}{\pi }}\sin \left({\frac {x-\mu }{s}}\pi \right)\right]&{\hbox{ pour }}\mu -s\leq x\leq \mu +s,\\1&{\hbox{ pour }}x>\mu +s.\end{cases}}}

## Moments
Les moments de la loi du cosinus surélevé sont plutôt compliqués, mais sont cependant beaucoup plus simples dans le cas de la loi du cosinus surélevé standard. Cette loi est la loi du cosinus surélevé pour les paramètres μ = 0 et s =1. puisque la densité de probabilité de la loi du cosinus surélevé standard est une fonction paire, les  moments d'ordre impair sont alors nuls. Les moments d'ordre pair sont donnés par :
{\displaystyle E(x^{2n})={\frac {1}{2}}\int _{-1}^{1}[1+\cos(x\pi )]x^{2n}\,\mathrm {d} x}
{\displaystyle ={\frac {1}{n\!+\!1}}+{\frac {1}{1\!+\!2n}}\,_{1}F_{2}\left(n\!+\!{\frac {1}{2}};{\frac {1}{2}},n\!+\!{\frac {3}{2}};{\frac {-\pi ^{2}}{4}}\right)}
où 1F2 est une fonction hypergéométrique généralisée.